# Pushpa Kamal Dahal
Pushpa Kamal Dahal, conosciuto con il nome di Presidente Prachanda o Compagno Prachanda (प्रचण्ड - pracaṇḍa) (Chitwan, 11 dicembre 1954), è un politico, rivoluzionario di impronta maoista nepalese, Primo ministro del Paese dal 26 dicembre 2022 al 15 luglio 2024, e in precedenza per due mandati: dal 4 agosto 2008 al 7 giugno 2017 e dal 18 agosto 2008 al 25 maggio 2009. Il suo nome di battaglia, Prachanda, in nepalese significa "Il fiero".

## Biografia
Prachanda è cresciuto nel distretto di Kaski, vicino a Pokhara, in una famiglia di casta braminica ma di classe sociale mediobassa. Ancora ragazzo, si è trasferito con la famiglia nel distretto di Chitwan, nelle piane del Terai. Durante le scuole superiori si è avvicinato al marxismo ed è diventato simpatizzante comunista. Si è laureato in Scienze Agricole ed è diventato insegnante nelle scuole superiori. Ha quindi iniziato un master in Pubblica amministrazione che ha però abbandonato per diventare un funzionario a tempo pieno del Partito comunista nepalese.
Studioso dei teorici comunisti, Pushpa Kamal Dahal è diventato, nel 1994, leader del Partito Comunista Maoista Nepalese, che ha spostato su posizioni rivoluzionarie in polemica con le posizioni secondo lui troppo morbide dell'altro partito comunista, il CPN (UML). Il 13 febbraio 1996 il partito, dopo un suo preciso ordine, ha dato vita a una guerra civile contro la monarchia di re Birendra morto assassinato in modo misterioso nel 2001 e quindi sostituito sul trono dal fratello Gyanendra.
Nel periodo della guerra civile Prachanda ha vissuto da clandestino in montagna, con lunghe permanenze oltre il confine indiano. Rientrato a Kathmandu grazie al riavvio delle trattative di pace nell'autunno del 2006, da allora svolge attività politica istituzionale nella capitale nepalese.

### La guerra civile
Partita nel distretto di Rolpa, l'insurrezione maoista (chiamata da Prachanda "People's War" o "guerra popolare") è arrivata a controllare molti distretti del Nepal, soprattutto nella parte occidentale del paese, che vengono governati secondo i principi del marxismo.
Dal punto di vista strategico, la guerriglia guidata da Prachanda ha avuto il suo punto di forza nella particolare morfologia montuosa del Nepal e nella grande conoscenza del territorio da parte dei maoisti. Per questo l'esercito di Prachanda (o People's Army) ha ottenuto il controllo di molte aree rurali, limitando la sua azione nelle città a raid contro caserme e stazioni di polizia. Per contro l'esercito regolare (Royal Nepalese Army), seppure con armi assai migliori, acquistate soprattutto in Cina e in India, non è mai riuscito a riconquistare le zone montuose, limitandosi a saltuari attacchi alle basi maoiste, attuati soprattutto con elicotteri.
Si calcola che la guerra civile abbia fatto dal 1996 al 2006 più di 13.000 morti distribuiti su entrambi i fronti.
Dopo il colpo di Stato militare, con lo scioglimento del parlamento, attuato da re Gyanendra il 1º febbraio 2005, la guerriglia si è rafforzata ed è giunta a patti con i maggiori partiti democratici di Kathmandu. Un'insurrezione popolare per la democrazia avvenuta nella capitale nell'aprile del 2006 ha quindi costretto il re a rinunciare ai poteri assoluti e a riaprire le trattative con Prachanda. I negoziati sono culminati nel novembre del 2006 con un accordo di pace che prevedeva le elezioni di un'assemblea costituente.

### La vittoria elettorale
Il 10 aprile 2008 le elezioni dell'assemblea costituente si sono tenute alla presenza di osservatori internazionali e hanno sancito la vittoria di Prachanda, il cui partito ha ottenuto la maggioranza relativa dei seggi. Alla sua prima riunione, il 28 maggio, la Costituente ha deciso di cambiare la forma dello Stato passando dalla monarchia alla repubblica.
Prachanda è stato eletto Primo ministro il 15 agosto 2008 per voto dell'Assemblea costituente con 464 voti favorevoli su 577. Ha prestato giuramento il 18 agosto 2008.

## L'ideologia
L'ideologia di Prachanda si basa sulle teorie di Karl Marx, Vladimir Lenin e soprattutto Mao Zedong. Tuttavia egli propone una via nazionale al comunismo, chiamata "Prachanda Path" o, in italiano, "Percorso di Prachanda", che accetta il multipartitismo e propone un'economia mista per far rinascere il Nepal, accogliendo anche i capitali stranieri. Tra i punti principali del suo programma politico attuale, la ristrutturazione dello Stato in senso federale, una riforma agraria che espropri la terra ai grandi latifondisti e la ridistribuisca ai contadini poveri, la costruzione di grandi infrastrutture per lo sfruttamento del potenziale idroelettrico del paese.
Il pensiero di Prachanda è in parte dovuto alle riflessioni di Baburam Bhattarai, un intellettuale di fama in Nepal, considerato l'ideologo del partito e autore di molti libri sull'applicazione del marxismo nel XXI secolo in Asia.
Prachanda si definisce "un marxista non dogmatico e democratico".